# Vyvyan Holland
Vyvyan Holland, nato Vyvyan Oscar Beresford Wilde (Londra, 3 novembre 1886 – Londra, 10 ottobre 1967), è stato uno scrittore e traduttore inglese. Era il secondo figlio di Oscar Wilde e di Constance Lloyd; il primo figlio, suo fratello, si chiamava Cyril.

## Biografia
Il padre, quando seppe che sua moglie era nuovamente incinta, desiderava avere una figlia, forse per sopperire alla perdita prematura della sorella. Alla nascita di Vyvyan venne scelto come padrino Mortimer Menpes, uno dei vari discepoli di James Abbott McNeill Whistler.
Durante la prigionia di suo padre, una condanna di due anni, a sentire la madre Vyvyan lo aveva già dimenticato. La madre decise di cambiare cognome sia a lei che ai due figli; da allora si chiamarono sempre Holland.
Degli anni successivi alla prigionia del padre, raccontò anni dopo i suoi ricordi:
(Vyvyan Holland in una lettera a Frank Harris, 9 maggio 1926)
Dopo aver frequentato le scuole in Germania, a Monaco, si convertì al cattolicesimo e venne in seguito educato dai Gesuiti allo Stonyhurst College, nel Lancashire. Grazie a George Alexander ebbe, con il fratello, i diritti per le varie rappresentazioni teatrali come L'importanza di chiamarsi Ernesto e Il ventaglio di Lady Windermere, poi delle opere restanti il recupero dei diritti fu opera di Robert Ross.
A causa dell'anatema nei confronti del padre, a Vyvyan Holland venne negata l'ammissione all'Università di Oxford. Si iscrisse quindi a legge alla Trinity Hall dell'Università di Cambridge nel 1905, ma stanco degli studi lasciò il college due anni dopo.
Partecipò ad entrambe le guerre mondiali, nella prima attivamente mentre nella seconda fu corrispondente per la BBC. Nel settembre 1943 sposò in seconde nozze Dorothy Thelma Helen Besant (il primo matrimonio fu con Violet Craigie nel 1933, più giovane di 24 anni. Ebbe un figlio, Merlin, nato nel 1945).
Muore a Londra nel 1967 ed il suo corpo viene cremato.

## Opere
- The Mediaeval Courts of Love (1927), pubblicato privatamente
- On the Subject of Bores (1935), pubblicato privatamente
- Essere figlio di Oscar Wilde. Il grande scrittore e la sua famiglia nel racconto inedito del secondogenito (Son of Oscar Wilde, 1954), traduzione di Lucia Matani, Prefazione e cura di Merlin Holland, Collana I saggi, Roma, La Lepre, 2023, ISBN 979-12-809-6112-9. [memorie]
- Oscar Wilde and His World (1960)
- Oscar Wilde – A Pictorial Biography (1960)
- Time Remembered After Pere Lachaise (1966) [continuazione delle memorie]